# Anopodium epile
Anopodium epile är en svampart som beskrevs av N. Lundq. 1964. Anopodium epile ingår i släktet Anopodium och familjen Lasiosphaeriaceae.  Arten är reproducerande i Sverige. Inga underarter finns listade i Catalogue of Life.